# Raffles City Shanghai
Raffles City (Chino simplificado: 来福士广场) es un rascacielos situado en Shanghái, China. Tiene 222 metros de altura y 49 plantas. Fue completado en 2003. Su base contiene un centro comercial, con la torre dedicada a espacio de oficinas. Además, el complejo de Raffles City también satisface las necesidades de aquellos que buscan oportunidades de bienes raíces residenciales. Ubicado dentro o muy cerca de la torre, hay lujosos apartamentos residenciales disponibles para la venta. Estas residencias ofrecen una combinación de sofisticación moderna y una vida cómoda, lo que garantiza una experiencia exquisita para los posibles propietarios.